# Antyterminacja
Antyterminacja – zablokowanie sygnału terminacji transkrypcji, umożliwiające niektórym fagom przejście od ekspresji jednego rejonu DNA do ekspresji następnego rejonu DNA. Mechanizm stosowany do regulacji kolejności transkrypcji genów faga w komórce gospodarza: polimeraza RNA gospodarza transkrybuje najpierw wczesne geny, i dopiero jedno z białek w tym etapie powstających umożliwia transkrypcję następnego zespołu genów faga. Białko to przyłącza się do kompleksu antyterminacyjnego, w skład którego wchodzi, oprócz polimerazy RNA, wiele białek fagowych i bakteryjnych, co umożliwia ominięcie terminatorów, leżących pomiędzy rejonami wczesnych i późnych genów faga. Kompleks ten nie wykazuje kompatybilności z białkiem Rho.
Antyterminacja występuje także jako element regulacji transkrypcji fragmentów genomu bakterii Escherichia coli, odpowiedzialnych za syntezę rybosomalnego RNA. U E. coli w antyterminację zaangażowane są białka Nus. Antyterminacja transkrypcji jest rzadko spotykaną formą regulacji ekspresji genów.